# Lago Victoria
El lago Victoria (Nam Lolwe en luo; 'Nnalubaale en luganda; Nyanza en algunas lenguas bantúes)  está situado en la zona centro-oriental de África, rodeado por Uganda, Tanzania y Kenia. Se extiende en un área de 69 482 km² y en su punto de mayor profundidad alcanza los 82 m. Es el segundo lago de agua dulce más grande de la Tierra, después del lago Superior de Norteamérica. Es una de las principales fuentes del río Nilo, que prosigue su curso hasta el lago Alberto, en el tramo superior del río denominado Nilo Blanco. Uno de sus afluentes más caudaloso es el río Kagera.
El primer europeo en llegar al lago fue el explorador británico John Hanning Speke, quien lo nombró Lago Victoria, en homenaje a su reina.
Desde principios del siglo XX, el ferry del lago Victoria ha sido un importante medio de transporte entre Uganda, Tanzania y Kenia. Los principales puertos del lago son Kisumu, Mwanza, Bukoba, Entebbe y Jinja.
El lago hace parte de una depresión poco profunda en África y tiene una profundidad máxima de 82 m y una profundidad media de 40 m. Su área de influencia abarca 184 000 km². Tiene una costa de 4828 km, con las islas que constituyen el 3,7 % de esta longitud, y se divide entre tres países: Kenia (6 % o 4100 km²), Uganda (45 % o 31 000 km²) y Tanzania (49 % o 33 700 km²).

## Geología

Mapa del Nilo en el que aparece abajo, el lago Victoria

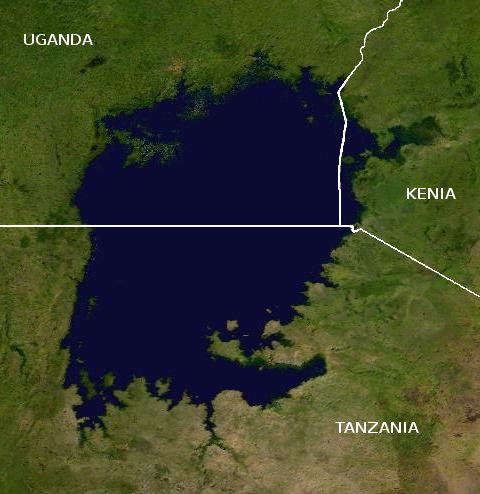
Vista satelital con fronteras superpuestas.

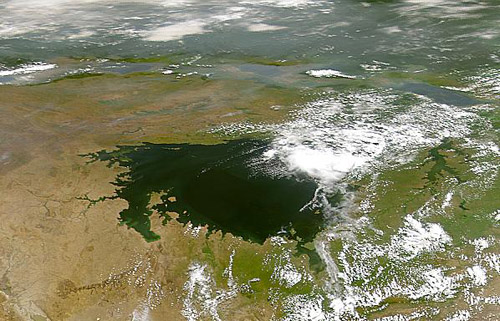
Vista desde el trasbordador espacial.

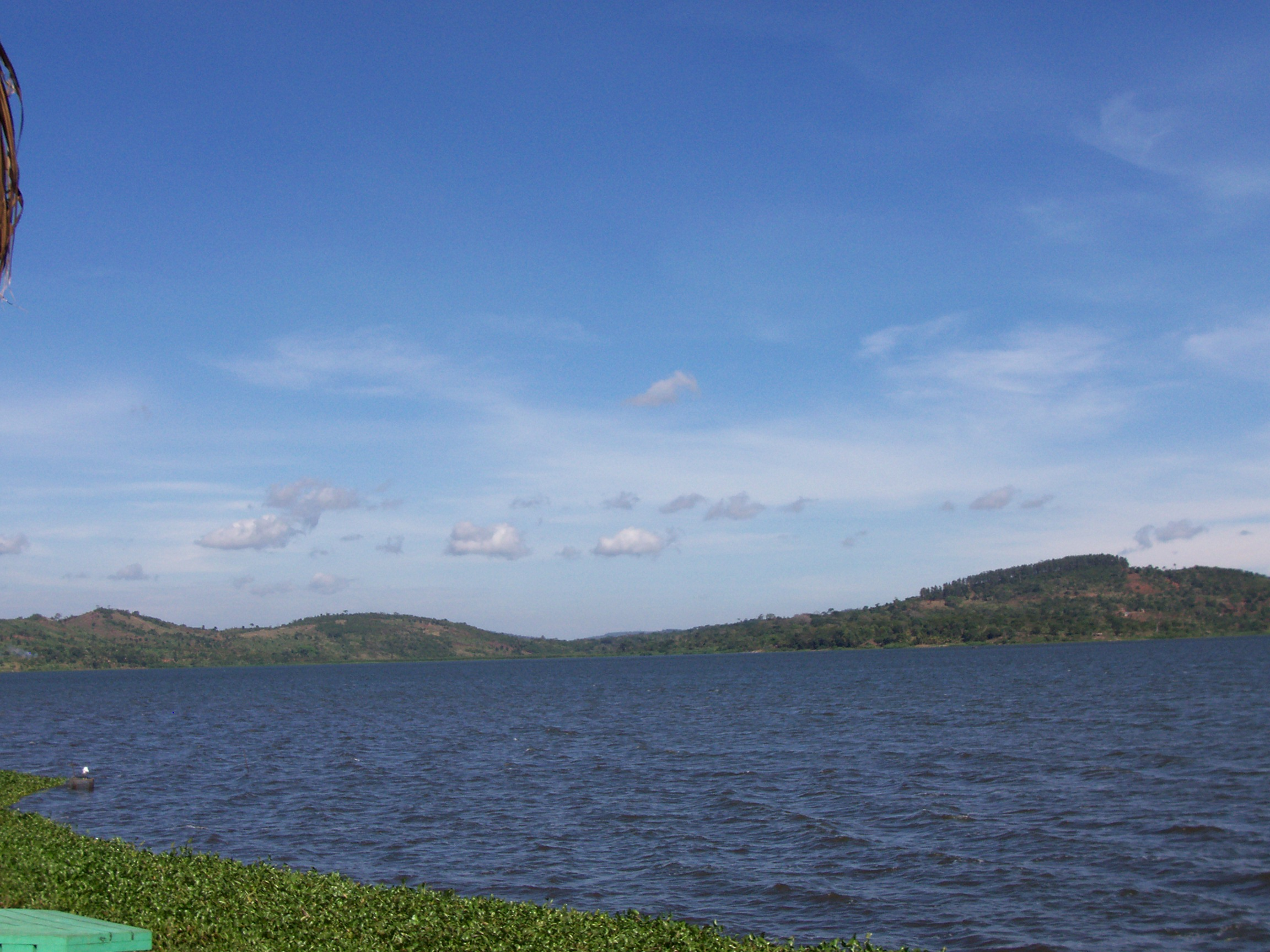
El lago, visible desde las orillas del Speke Resort en Kampala, Uganda.

El lago Victoria durante su historia geológica, fue a través de cambios que van desde su actual depresión poco profunda, a través de lo que pudo haber sido una serie de lagos mucho más pequeños. Núcleos geológicos tomados de la parte inferior muestran el lago Victoria se ha secado por completo al menos tres veces desde que se formó. Estos ciclos de secado están probablemente relacionados con las glaciaciones del pasado, que eran tiempos en que la precipitación disminuyó a nivel mundial. El lago Victoria se secó por última vez hace 17.300 años, y se volvió a llenar hace unos 14.700 años. Geológicamente, el lago Victoria es relativamente joven —cerca de 400.000 años—, y se formó cuando los ríos que fluyen hacia el oeste fueron represados por un bloque de la corteza.
Esta historia geológica probablemente contribuyó a la dramática especiación de cíclidos  que caracteriza a su fauna, así como la de otros grandes lagos africanos, aunque algunos investigadores cuestionan esto, argumentando que mientras el lago Victoria estaba en su punto más bajo entre 18.000 y 14.000 años que se secó al menos una vez durante ese tiempo, no hay evidencia de lagunas remanentes o pantanos que persisten dentro de la cuenca desecada. Si se contara con tales características, entonces habrían sido pequeños, de poca profundidad, turbia, y salina, y por lo tanto muy diferente de la laguna a la que las especies actuales se adaptaron.
La poca profundidad del lago Victoria, su limitado río de afluencia, y su área de superficie grande en comparación con su volumen lo hacen vulnerable a los efectos de los cambios climáticos.

## Hidrografía y limnología
El lago Victoria recibe el 80 % de su agua directa de la precipitación. La evaporación media en el lago es entre 2,0 y 2,2 metros (6,6 y 7,2 pies) por año, casi el doble de la precipitación de las áreas ribereñas. En el sector de Kenia, los principales afluentes son los ríos Sio, Nzoia, Yala, Nyando, Sondu Miriu, Mogusi y Migori. Combinados, estos ríos contribuyen mucha más agua al lago que el más caudaloso de entrada única, el río Kagera, que entra en el lago por el oeste.
La única salida del lago Victoria es el río Nilo que sale del lago cerca de Jinja, Uganda. En términos de agua aportada, el lago Victoria es la principal fuente de la rama más larga del Nilo; sin embargo, la fuente más distante de la cuenca del Nilo y, por lo tanto, la última fuente de dicho río, se considera más a menudo que es uno de los ríos tributarios del río Kagera (el afluente exacto sigue siendo indeterminado), y que tiene su origen en Ruanda o Burundi. La sección superior del Nilo se conoce generalmente como el Nilo Victoria hasta llegar a Lago Alberto. Aunque se trata de una parte del mismo sistema fluvial conocido como el Nilo Blanco y se refiere a veces como tal, en sentido estricto este nombre no se aplica hasta que el río cruza la frontera entre Uganda y Sudán del Sur, al norte.
El lago exhibe condiciones eutróficas. De 1990 a 1991, las concentraciones de oxígeno en la capa mixta fueron más altas que de 1960 a 1961, con una sobresaturación de oxígeno casi continua en las aguas superficiales. Las concentraciones de oxígeno en aguas hipolimnéticas (es decir, la capa de agua que se encuentra debajo de la termoclina, no circula y permanece perpetuamente fría) fueron más bajas de 1990 a 1991 durante un período más largo que de 1960 a 1961, con valores de menos de 1 mg por litro que ocurren en agua tan poco profunda como 40 metros en comparación con una ocurrencia menos profunda de más de 50 metros en 1961. Los cambios en la oxigenación se consideran consistentes con las mediciones de mayor biomasa de algas y productividad. Estos cambios han surgido por múltiples razones: quemas sucesivas dentro de su cuenca, hollín y cenizas de las cuales se ha depositado sobre la amplia área del lago; del aumento de las entradas de nutrientes a través de los ríos, y del aumento de la contaminación asociada con el asentamiento a lo largo de sus costas.
De 2010 a 2022, la superficie del lago Victoria aumentó en un 15%, inundando las comunidades ribereñas.

## Batimetría

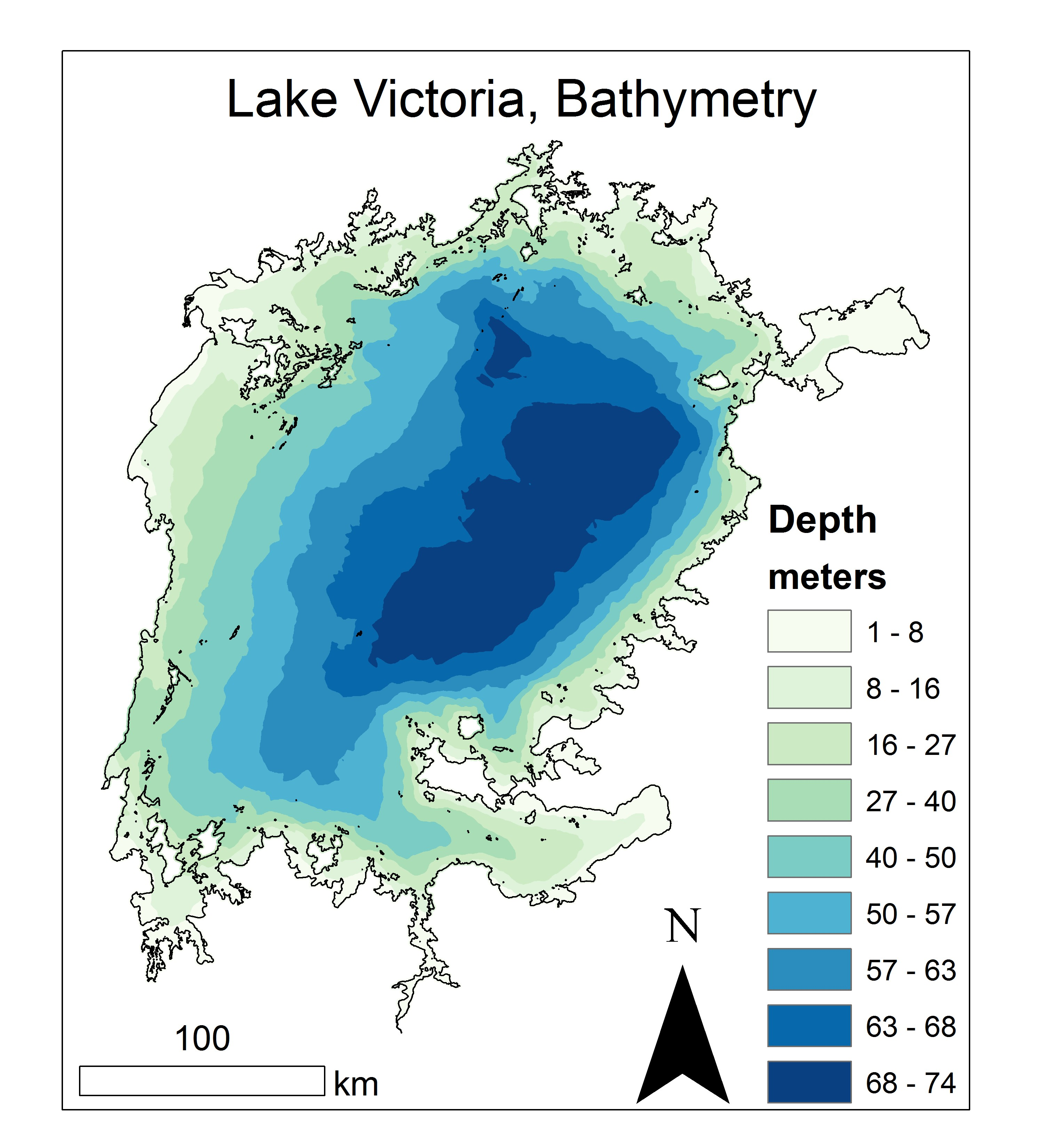
Modelo batimétrico del lago Victoria.

El lago se considera poco profundo, teniendo en cuenta su gran área geográfica, teniendo tan solo una profundidad máxima de aproximadamente 80 metros y una profundidad promedio de 40 metros. Un proyecto de 2016 digitalizó diez mil diferentes puntos del lago y creó el primer mapa batimétrico del mismo.  La parte más profunda del lago se desplaza hacia el este, cerca de Kenia, siendo generalmente menos profundo en el oeste a lo largo de la costa de Uganda y el sur a lo largo de la costa de Tanzania. 

## Fauna
Hace 14 000 años, cuando se llenó el lago de agua, la fauna acuática de los ríos colonizó el lago Victoria. De repente, el hecho de tener acceso a un hábitat virgen provocó un incremento de la diversidad de las especies, que ocuparon todos los nichos ecológicos. Así surgió, de acuerdo con la teoría actual, las numerosas especies endémicas de Haplochromis. Después de la introducción de la perca del Nilo, la eutrofización del agua y la invasión por el jacinto de agua, esta biodiversidad ha disminuido. Parece que algunos Haplochromis han empezado a adaptarse a estas nuevas condiciones, con cambios en sus hábitos alimentarios.

### Mamíferos

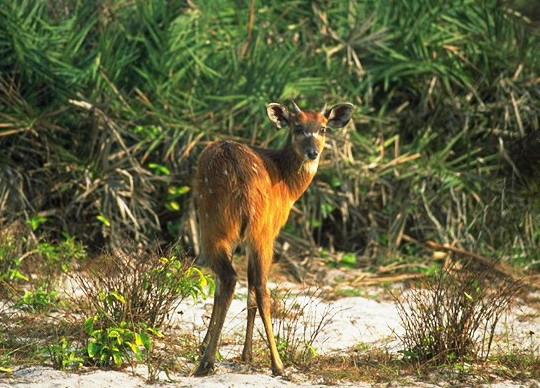
Antílope sitatunga

En los pantanos de papiros, el antílope sitatunga (Tragelaphus spekei), con las pezuñas largas y adaptadas a andar en terreno pantanoso, todavía puede ser observado, aunque son poco frecuentes. Otro antílope, el redunca común (Redunca redunca) también se puede encontrar a las orillas del lago.
En cuanto a los mamíferos más adaptados a la vida acuática, el hipopótamo (Hippopotamus amphibius) y Aonyx capensis, un tipo de nutria sin zarpas, son comunes. En algunas zonas más secas, hay impala (Aepyceros melampus), que es parecida a una gacela o a un antílope.

### Aves

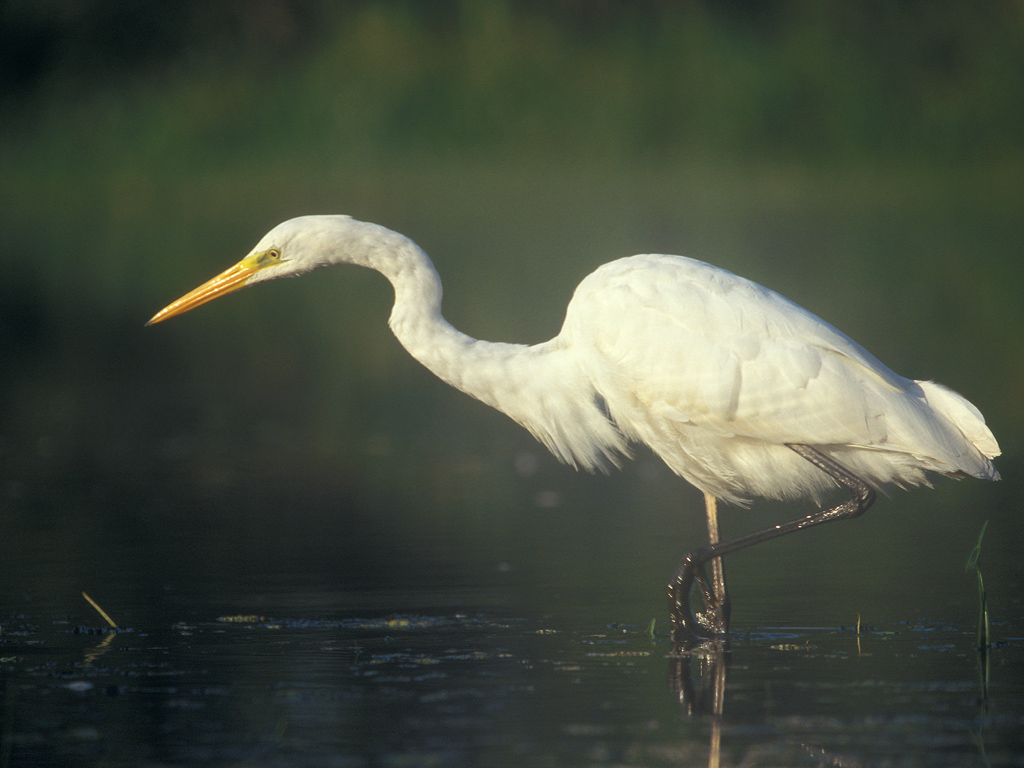
Gran garceta

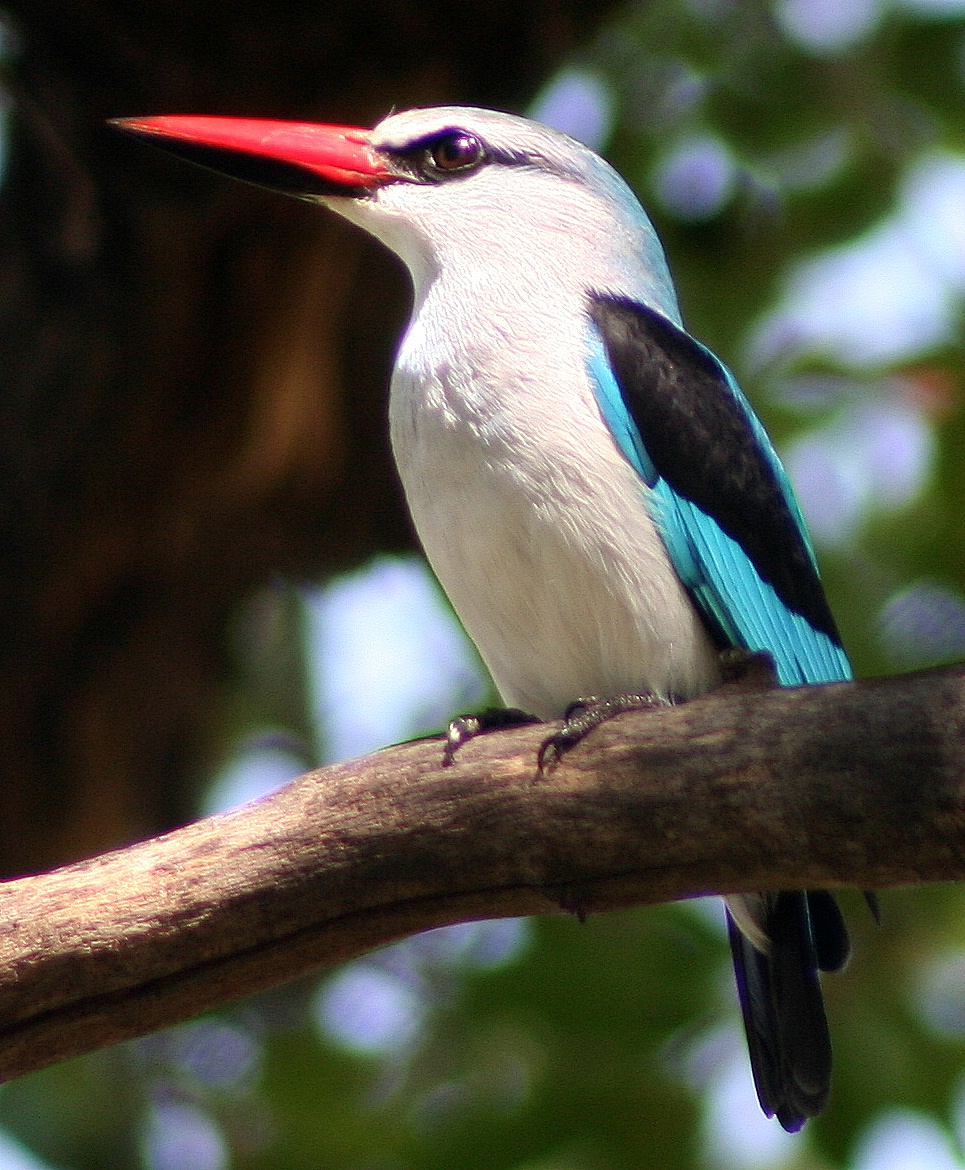
Martín cazador del Senegal

El lago Victoria es un lugar de paso de muchas aves migratorias y también viven un gran número de especies residentes.
En el denso pantano, muchos animales encuentran alimento y refugio. Aquí es donde vive el picozapato (Balaeniceps rex), que se alimenta de pescados, ranas, tortugas jóvenes, que actualmente está clasificado como especie vulnerable. Hay también aves típicas de las zonas húmedas, como el cistícola de Carruthers (Cisticola carruthersi), la carricero rufo (Acrocephalus rufescens), el papamoscas palustre (Muscicapa aquatica), el zarzalero aliblanco (Bradypterus carpalis) y especies amenazadas como la cloropeta picofina (Calamonastides gracilirostris) y el bubú de los papiros (Laniarius mufumbiri).
En el agua libre, se puede encontrar la cigüeñuela (Himantopus himantopus) y cormoranes (cormorán grande (Phalacrocorax carbo) y cormorán africano (Phalacrocorax africanus)) y varios agrones (la garceta rubia, Ardeola idae y la garceta grande). La gaviota cabecigrís (Larus cirrocephalus) y la pagaza piconegra (Gelochelidon nilotica) se reunirán a menudo en zonas de aguas abiertas más de la costa.
En la sabana de árboles que rodean el lago, se puede observar el alción senegalés (Halcyon senegalensis), y el colorido de aves que pertenecen a la misma familia como el martín pescador. Cerca del borde, a veces se puede ver el alcaraván acuático (Burhinus vermiculatus) o el barbudo guifsobalito (Lybius guifsobalito), pájaro negro con garganta roja, o varias suimanga, aves nectarívoras. Los accipítridos (Kaupifalco monogrammicus), rapaces, lagartos, serpientes, pequeños mamíferos y aves jóvenes, son a menudo ver en este biotopo.

### Reptiles y anfibios

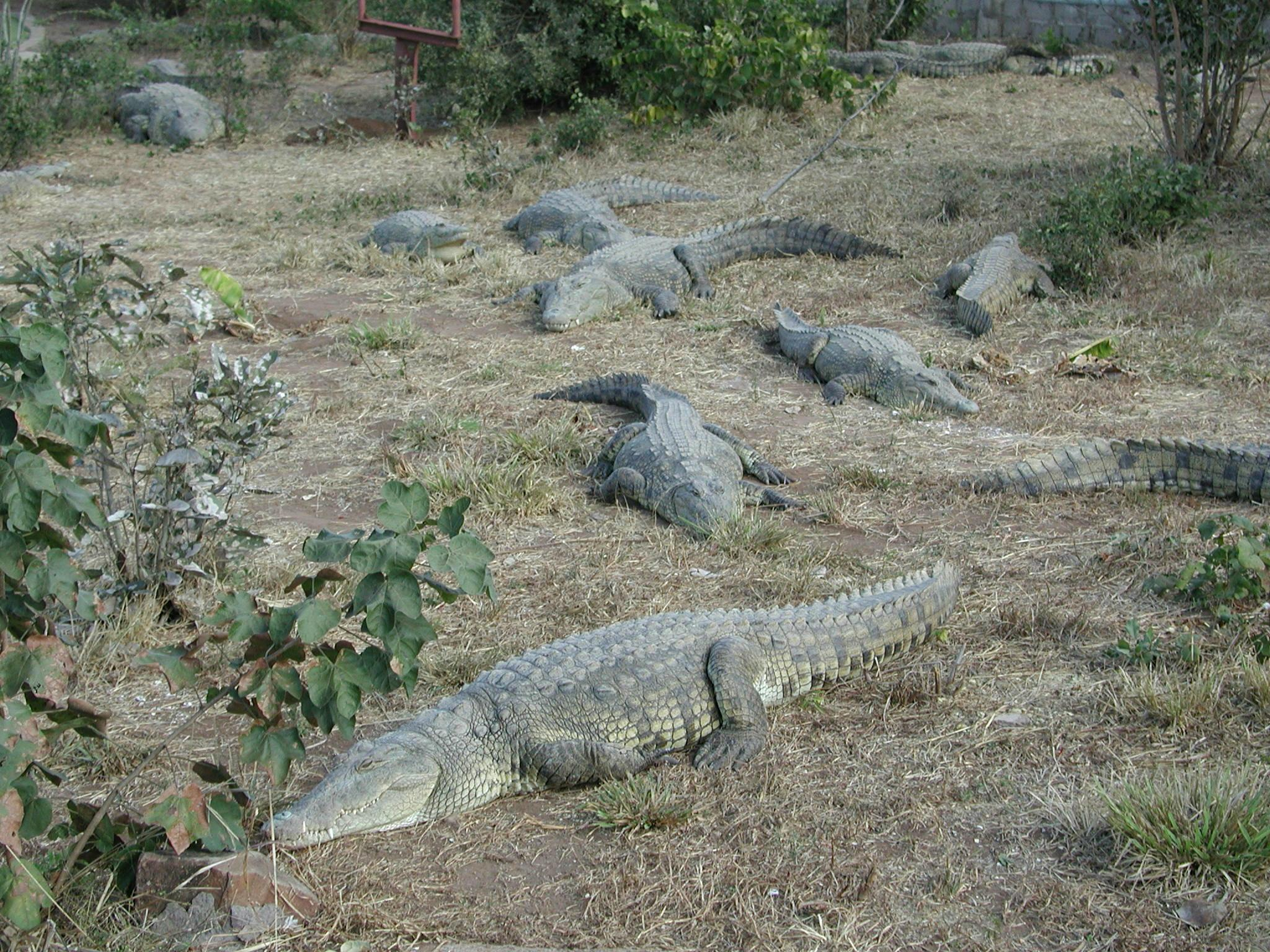
Cocodrilo del Nilo

El cocodrilo del Nilo (Crocodylus niloticus) casi ha desaparecido de esta región de África. Se trata de una víctima de la caza que tiene como objetivo obtener la piel. Se alimentan de presas vivas, como aves, lagartos, tortugas, insectos, crustáceos, moluscos y anfibios. Al lago Victoria, la puesta de huevos ocurre desde el fin de diciembre y en enero, a la estación seca, cuando los niveles de agua bajan. Los huevos son depositados a la arena donde se incuban durante tres meses. El lago es el hogar de varias especies de tortugas de agua dulce endémicas, como Pelusios williamsi o Emydura victoriae. El seguimiento de los lagartos del Nilo (Varanus niloticus ), que sufren la depredación por parte de los cocodrilos, no dudan a saquear el nido de los cocodrilos y alimentarse de sus huevos. En estas áreas también viven varios anfibios, incluyendo una especie endémica, Xenopus victoriae.

### Peces

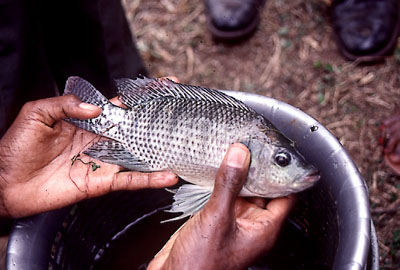
La tilapia del Nilo, una especie introducida

Al lago Victoria hay más de 500 especies endémicas de peces, incluidas 300 que pertenecen al género Haplochromis y dos especies endémicas del género Oreochromis tilapia: Oreochromis esculentus y Oreochromis variabilis. Al lago Victoria, Haplochromis incluye varias especies, y también varios tipos.
La perca del Nilo (Lates niloticus) y la tilapia del Nilo (Oreochromis niloticus) son especies introducidas por el humano, es decir, alóctonas.
Hay también una especie de pez pulmonado rayado africano (Protopterus aethiopicus). Regularmente, están obligados a salir a respirar a la superficie.
Desde la introducción de la perca del Nilo en la década de 1950 por colonos británicos, más de 200 especies endémicas de Haplochromis y también Oreochromis esculentus han desaparecido y muchas especies se encuentran amenazadas como el pez pulmonado, que parece que, incluso, está en peligro de extinción.

### Insectos

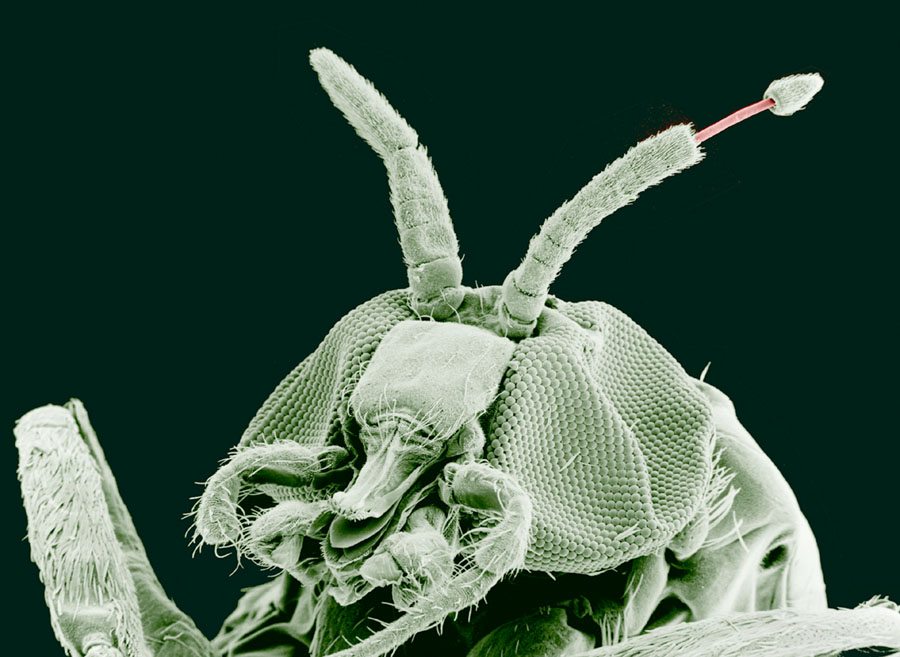
Cabeza de simúlido con una mosca parásita, Onchocerca volvulus, emergente en la antena izquierda

Las aguas del lago Victoria son colonizadas por insectos acuáticos, las notonectas entre otros, y muchas larvas de insectos. Periódicamente, aparecen sobre las aguas del lago verdaderas nubes de insectos. Estas se forman cuando las larvas de algunas especies de tricópteros (Trichoptera) y de dípteros ([Chaoborus]], simúlidos (Simuliidae) y mosquitos quironómidos), así como las ninfas de efemerópteros (efímeras)y odonatos (Odonata), se transforman en adultos y levantan el vuelo. La mayoría son inofensivos, pero pueden ser molestos para los habitantes de las cercanías.
Algunos mosquitos pueden transmitir enfermedades como la malaria, la fiebre chikunguña  y la fiebre amarilla. Cerca, las reuniones periódicas de animales atraen la mosca tsé-tsé (Glossina), que puede transmitir la enfermedad del sueño, causada por tripanosomas (protozoos Euglenozoos). Las moscas también pueden transmitir enfermedades causadas por parásitos nematodos (oncocercosis, filariasis).

### Otros artrópodos

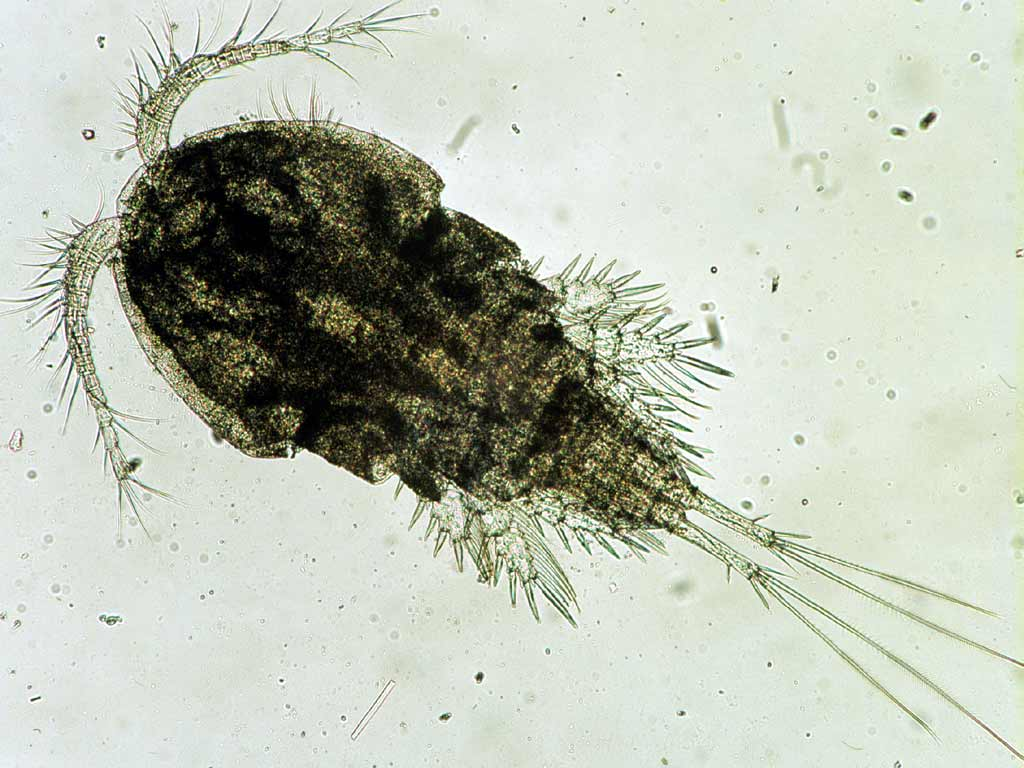
Copépodo del género Cyclops

Los crustáceos son habituales al lago Victoria. Hay muchas especies de copépodos (Cyclops, Diaptomus, etc.), de ostrácodos y cladóceros (Dafnia, Bosmina, Leptodora, Chydorus, entre otros).
Parece que ha habido un cambio drástico en la proporción de especies de crustáceos que forman el zooplancton al lago Victoria en el XX. Especies de copépodos de la orden Cyclopoida aumentaron de un 8% a un 97% de la biomasa entre 1927 y 1990, mientras que los copépodos del orden Calanoida (por ejemplo, Diaptomus) y los cladóceros disminuyeron respectivamente desde un 50 y un 40% en 1927, hasta el 2 y el 1% en 1990. Este cambio puede ser debido de más a la eutrofización que a la depredación de la fauna del lago.
También hay dos especies endémicas de la región, pertenecientes a los crustáceos superiores: el camarón (Caridina nilotica) y el cangrejo (Potamonautes niloticus).

### Otros invertebrados
También hay numerosos moluscos de agua dulce, con 126 especies y subespecies al lago, algunas de los cuales son endémicas: caracoles (Pila ovata, Bellamy unicolor, Biomphalaria glabrata, Melanoides tuberculatus) y lamelibranquios o bivalvos (Pisidium, Mutel, Coelatura y Sphaerium).
En el lago Victoria, también  viven ciertas especies de gusanos ánelidos, en concreto de oligoquetos y  sanguijuelas (como Alma emini). Hay rotíferos como lo spertenecientes a los géneros Brachionux y Anuraenopsis. E incluso una medusa de agua dulce endémica,Limnocnida victoriae, que también está presente a las zonas costeras, y esponjas como Spongilla nitens, que se encuentra en hábitats rocosos.

## Flora

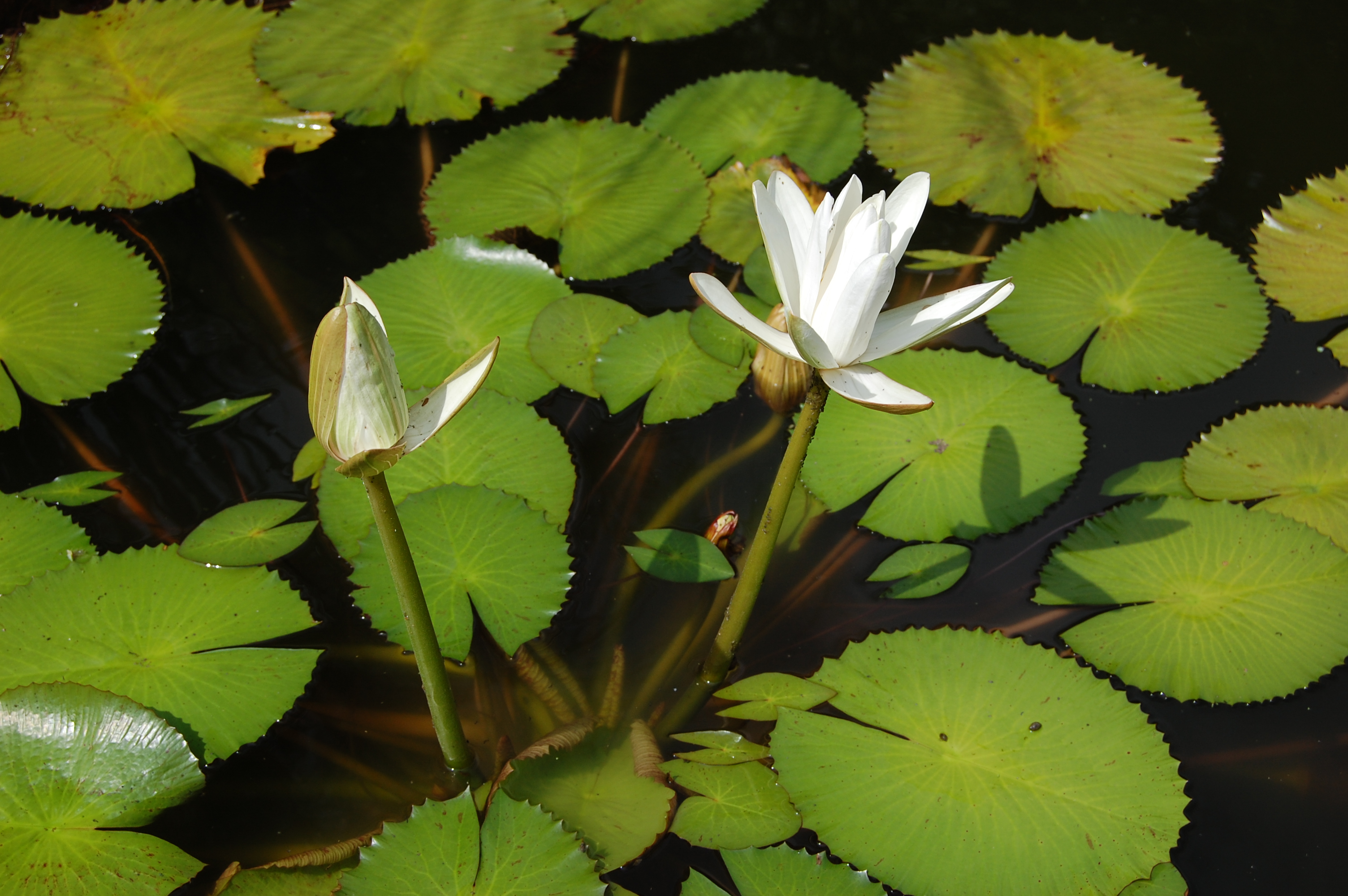
Nymphaea lotus, también conocido como lotus egipcio o lotus blanco

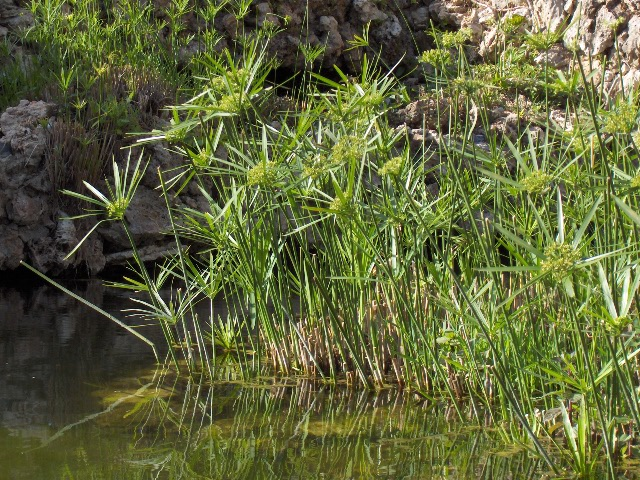
Cyperus papyrus, el papiro

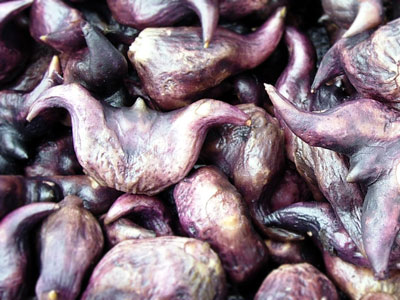
Entonces hervidas de Trapa natans, las castañas de agua

El lago Victoria está ocupado actualmente por bosques intercalados con grandes zonas de cultivo. Al norte se extendía un gran bosque, pero al ampliarse la cuenca del río Congo, casi ha desaparecido.
En las áreas pantanosas hay diferentes especies de Poaceae (Miscanthus violaceus, Leersia hexandra) y esfagnos (género Sphagnum), una Melastomataceae (Dissotis brazzaei), y otras poáceas acuáticas como juncos Phragmites y totora o espadaña (género Typha), espigas de agua o lilas de agua (Potamogeton) y nenúfares (Nymphaea caerulea, Nymphaea lotus).
A lo largo de los bancos, lejos de las olas, se levanta una gran vegetación que penetra a las desembocaduras de algunos afluentes. Entre estas, encontramos plantas como el papiro (Cyperus papirus), que alcanza de cuatro a cinco metros de altura. El papiro, que ocupó grandes extensiones a lo largo del Nilo, hasta hace unos pocos miles de años, actualmente se encuentra fundamentalmente en el Sudán meridional y alrededor del lago Victoria, donde se extiende por grandes áreas. También se pueden encontrar, en las mismas zonas, helechos (Cyclosorus interruptus var. Striatus), el ficus (Ficus verruculosa) y plantas de la familia Alismataceae (Limnophyton obtusifolium).
En las zonas de aguas tranquilas, hay plantas acuáticas como las Lentibulariaceae del género Utricularia y las de la familia Hydrocharitaceae (Hydrilla verticillata, y las del género Vallisneria), la castaña de agua (Trapa natans), el fruto de la cual es comestible, una poácea (Vossia cuspidata), llamada hierba de hipopótamo, y las plantas del género Ceratophyllum (bejuquilos o colas de zorro). Todas ayudan a crear hábitats para muchos animales pequeños. La pistia o lechuga de agua (Pistia stratiotes) parece haber desaparecido debido a la proliferación de otra planta, el jacinto de agua (Eichornia crassipes).

## Cuestiones ambientales
Una serie de cuestiones ambientales están asociados con el Lago Victoria.

### Pesca
Desde la introducción de la perca del Nilo (Lates niloticus) en la década de 1960, más de doscientas especies endémicas de Haplochromis, además de otras especies, han desaparecido y otras están en grave peligro. La perca del Nilo, pez de gran tamaño y de enorme voracidad, acabó de esta forma con la fuente de pesca tradicional de los habitantes de las orillas de lago durante miles de años. Sin embargo, no se puede achacar sólo a la depredación de la perca del Nilo la desaparición de la biodiversidad del lago, sino a una combinación con la eutrofización del lago, con la consecuente disminución en la concentración de oxígeno disuelto en el agua, y la pérdida de hábitat natural.

### Invasión del jacinto de agua

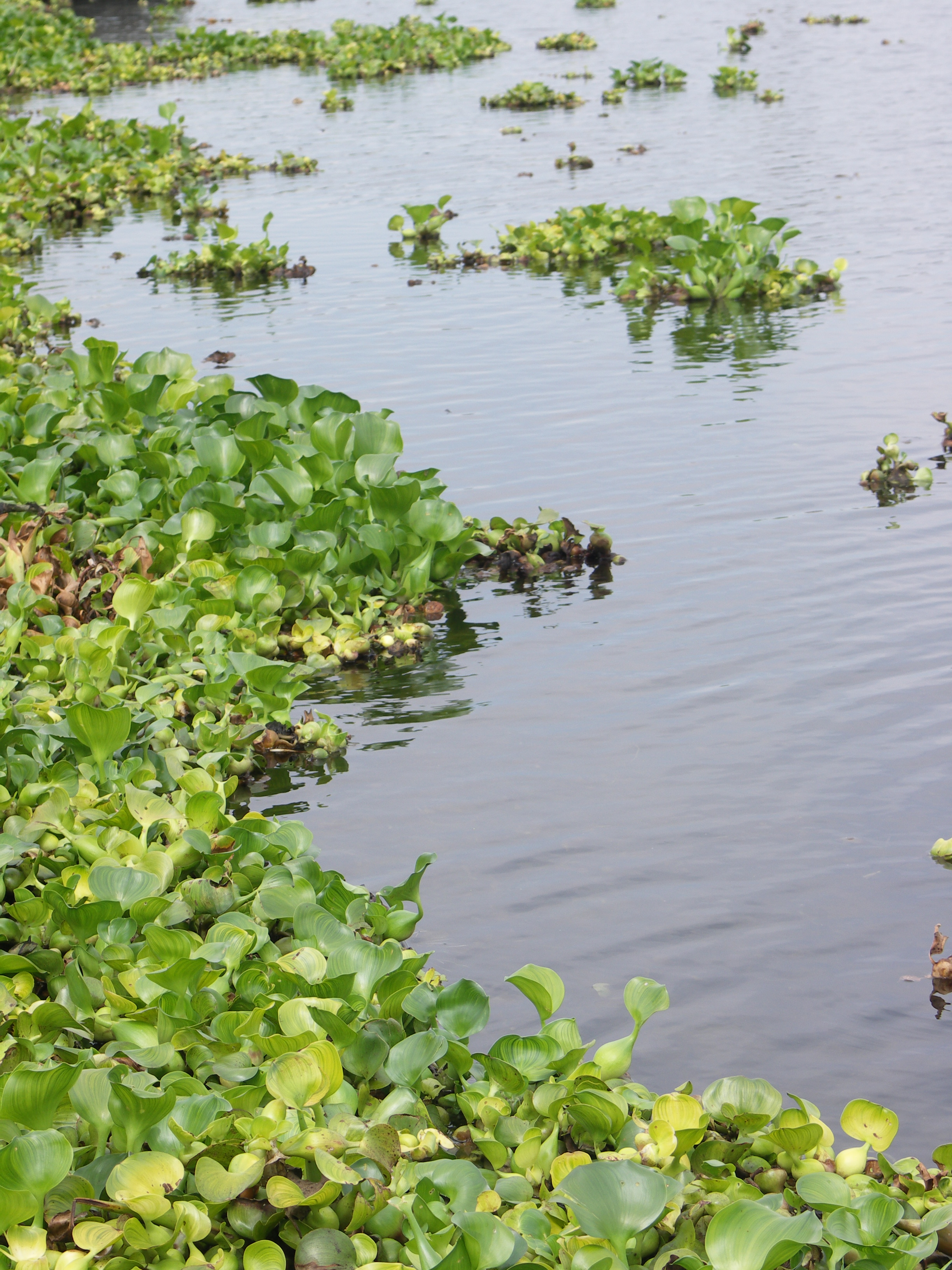
Jacinto de agua (Eichhornia crassipes). Véase cómo el jacinto de agua se distribuye en un cuerpo de agua de forma concentrada, impidiendo así el paso de luz hacia las demás capas inferiores de agua.

El jacinto de agua se ha convertido en una de las principales especies de plantas invasoras en el Lago Victoria. La liberación de grandes cantidades de aguas residuales no tratadas (aguas negras), la escorrentía agrícola e industrial directamente en el lago Victoria en los últimos 30 años ha aumentado en gran medida los niveles de nutrientes de nitrógeno y fósforo en el lago "desencadenando el crecimiento masivo de la exótica jacinto de agua, que colonizó el lago a finales de 1990 ". Esta maleza invasora crea condiciones anóxicas (agotamiento total de los niveles de oxígeno) en el lago inhibir la descomposición de material vegetal, aumentando la toxicidad y los niveles de enfermedad de los peces y de las personas. Al mismo tiempo, estera de la planta o "red" crea una barrera para los barcos y ferries para maniobrar, impide el acceso a la costa, interfiere con la generación de energía hidroeléctrica, y bloquea la entrada de agua por las industrias.
Por otro lado, las esteras del jacinto de agua potencialmente pueden tener un efecto positivo en la vida de los peces en el que crean una barrera a la sobrepesca y permitir el crecimiento de los peces, no ha sido incluso la reaparición de algunas especies de peces que se cree haber sido extinguido en los últimos años. Sin embargo, los efectos globales del jacinto de agua son todavía desconocidos.

### Contaminación
La contaminación del lago Victoria se debe principalmente a la descarga de aguas negras en el lago, el vertido de residuos domésticos e industriales, los fertilizantes, los productos químicos de las granjas y todo lo que las personas tiran al suelo, que al final llega al lago.
El lago Victoria es una de las zonas rurales más densamente pobladas del mundo. Sus orillas están salpicadas de ciudades y pueblos, tales como Kisumu, Kisii y Homa Bay en Kenia; Kampala, Jinja y Entebbe en Uganda; y Bukoba, Mwanza y Msoma en Tanzania. En estas ciudades y pueblos hay muchas fábricas que descargan sus desechos directamente en el lago y sus ríos afluentes. Estas áreas urbanas también descargan al río aguas residuales sin tratar, aumentando su eutrofización, la cual, a su vez, está ayudando a sostener el jacinto de agua invasivo.

## Historia y exploración

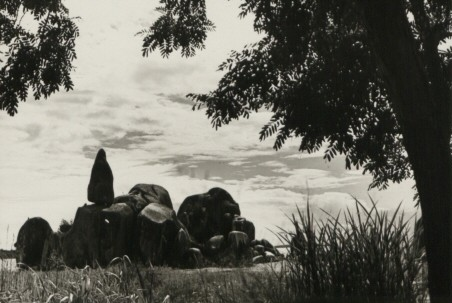
Bismack Rock

La primera información registrada sobre el Lago Victoria viene de comerciantes árabes que manejaban las rutas interiores en busca de oro, marfil, otras materias primas preciosas y esclavos. Un excelente mapa, conocido como el mapa Al Idrisi, del calígrafo que lo desarrolló y databa de la década de 1160, muestra claramente una representación exacta del Lago Victoria, y lo atribuye como la fuente del Nilo.
El lago fue avistado por primera vez por un europeo el 28 de julio de 1862, cuando el explorador británico John Hanning Speke alcanzó su orilla sur, durante su viaje con Richard Francis Burton para explorar el centro de África y localizar los Grandes Lagos. Creyendo haber encontrado la fuente del Nilo al ver esta "vasta extensión de aguas abiertas", por primera vez, Speke bautizó el lago en honor a la reina Victoria. Burton, que se había estado recuperando de una enfermedad en el momento y estaba descansando más al sur, a orillas del lago Tanganica, se indignó con que Speke afirmase haber demostrado su descubrimiento de la verdadera fuente del Nilo, algo que Burton consideraba todavía sin resolver. Se produjo entonces una polémica que fue muy seguida en la época y que no sólo provocó un intenso debate en la comunidad científica del momento, sino que también suscitó mucho interés entre otros exploradores dispuestos a optar por confirmar o refutar el descubrimiento de Speke.
En el pasado, el famoso explorador y misionero británico David Livingstone fracasó en su intento de verificar el descubrimiento de Speke, y, en cambio, avanzó tanto hacia el oeste que terminó en la cuenca del río Congo en su lugar. En última instancia, el explorador galés-americano Henry Morton Stanley, en una expedición financiada por el New York Herald, confirmó la verdad del descubrimiento de Speke, circunnavegando el lago e informando sobre la gran salida de agua en Ripon Falls, en la orilla septentrional del lago.

### La pesadilla de Darwin
Ha sido fuente de inspiración para el documental La pesadilla de Darwin, del austríaco Hubert Sauper, que relata la vida alrededor del lago, la pesca de la perca del Nilo (aunque la vendan como mero) y la pobreza existente en la cuna del mundo, dado que gran parte de los recursos, incluida la vida, son mejor pagados por Occidente y, por tanto, allí se destinan. El comercio pesquero de la perca en el lago Victoria ocasiona grandes problemas ecológicos al interior del lago, como la desaparición de especies y, por ende, la pérdida de la biodiversidad.

## Transporte
Desde la década de 1900, los transbordadores del lago Victoria han sido un importante medio de transporte entre Uganda, Tanzania y Kenia. Los principales puertos del lago son Kisumu, Mwanza, Bukoba, Entebbe, Puerto de Bell y Jinja. Hasta la independencia de Kenia en 1963, el ferry más rápido y moderno, MV Victoria, fue designada como Royal Mail Ship. En 1966, los servicios de tren de ferry entre Kenia y Tanzania fueron establecidos con la introducción de MV Uhuru y MV Umoja. El ferry MV Bukoba se hundió en el lago el 21 de mayo de 1996, con una pérdida de entre 800 y 1000 vidas, por lo que es uno de los peores desastres marítimos de África.

## Imágenes y gráficos

Victoria dentro de la dos ramas del Rift.
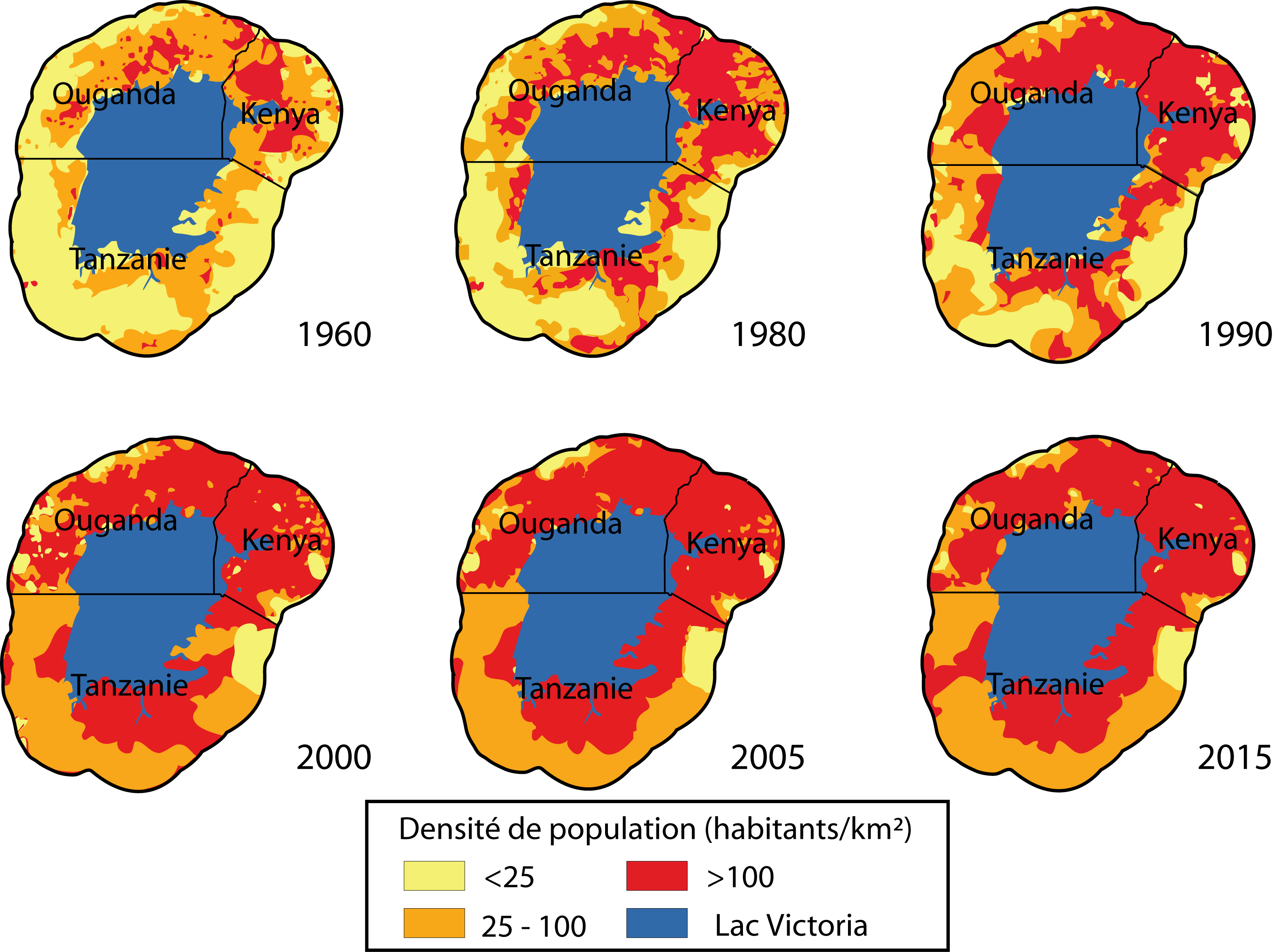
Crecimiento de la densidad de población alrededor del lago Victoria.
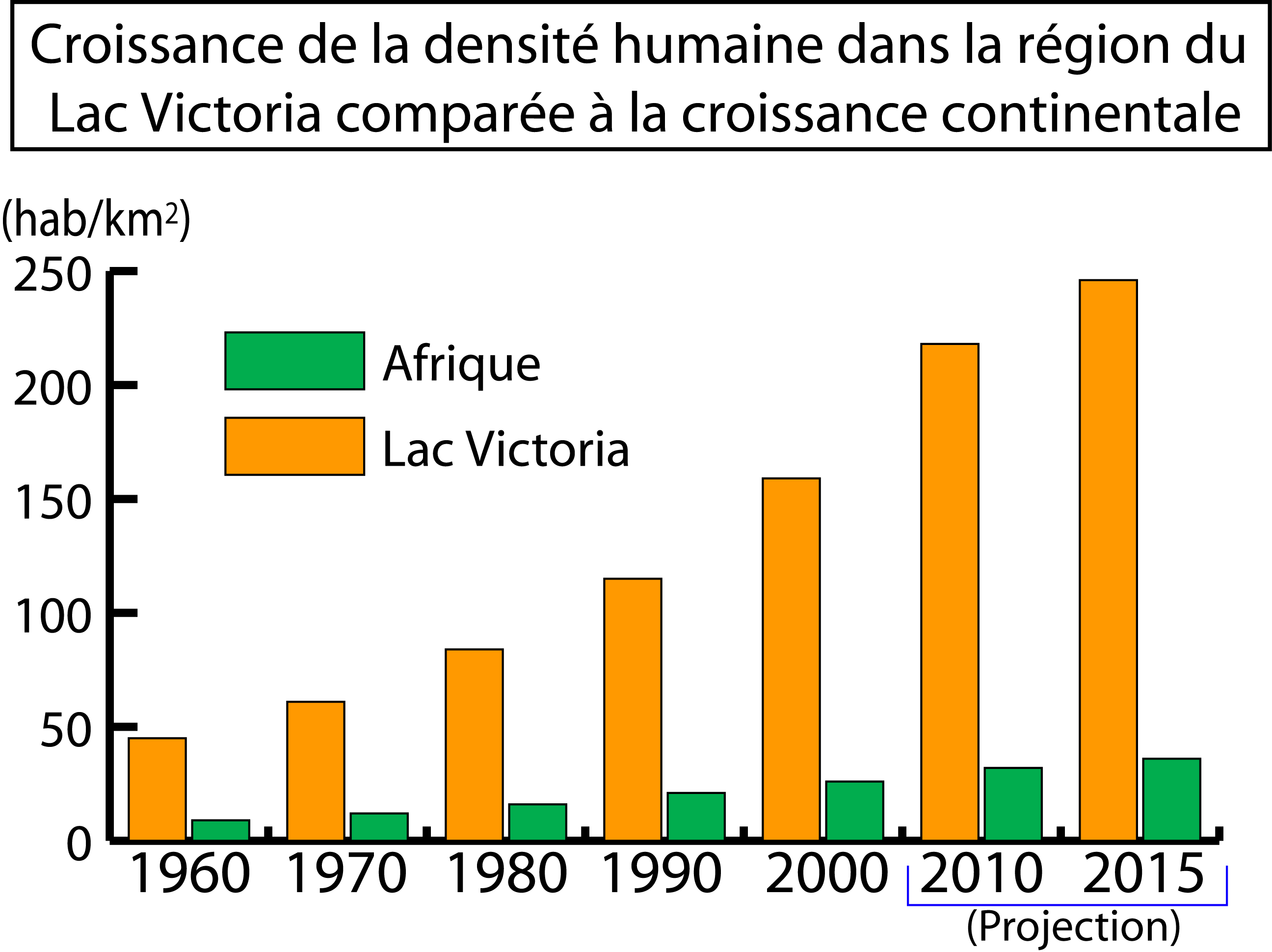
Densidad de población alrededor del lago Victoria.
Lenguajes locales alrededor del lago Victoria.
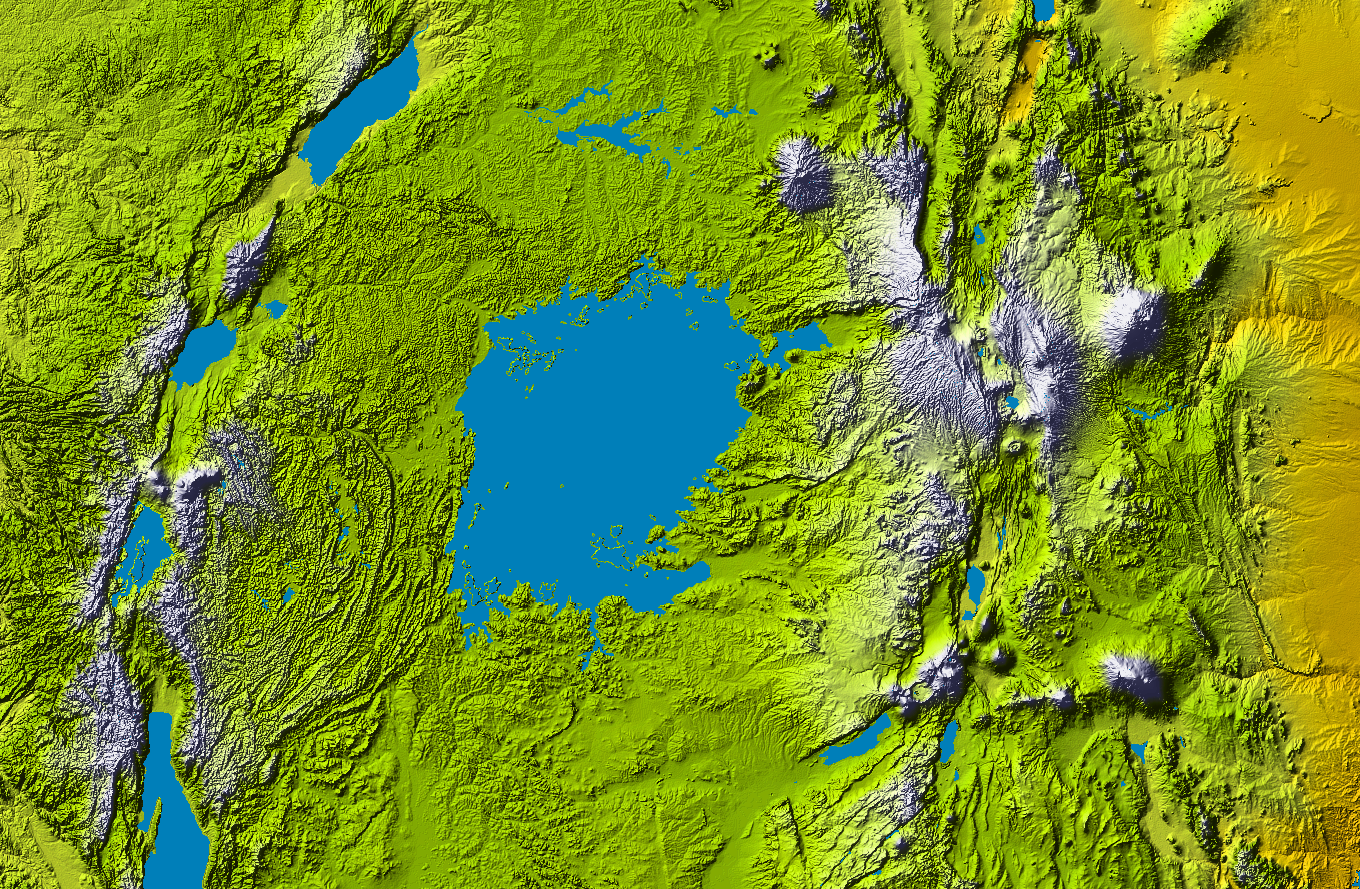
Topografía del lago Victoria.